# Jean Hilliard
Jean Hilliard (născută 1961), în Lengby, Minnesota, este o supraviețuitoare a unei înghețări severe de 6 ore în timpul nopții, după un accident de mașină în mediul rural din nord-vestul Minnesota, Statele Unite ale americii, mașina a cedat în fața temperaturi de sub-zero. Ea a supraviețuit și recuperarea ei a fost descrisă ca fiind „un miracol”.

## Accident
Pe 20 decembrie 1980, Jean Hilliard a fost implicată într-un accident de mașină care a dus mașina  să nu mai functioneze la temperaturi sub zero grade. Ea a mers la casa unui prieten 2 mile (3,2 km) depărtare dar s-a prăbușit 15 picioare (4,6 m) în afara ușii. Temperatura de afară a scăzut la −22 °F (−30 °C) și a fost găsită "înghețată" la ora 7, după șase ore în frig. Ea a fost transportată la Fosston Spital unde doctorii au spus că pielea ei era prea tare pentru a străpunge cu un ac hipodermic și temperatura corpului ei era prea mică pentru a putea fi înregistrată cu un termometru. Fața îi era cenușie și ochii ei erau solizi fără nici un răspuns la lumină. Pulsul ei a fost încetinit la aproximativ 12 bătăi pe minut. Se pare că, deoarece avea alcool în sânge, organele ei au rămas neînghețate, lucru care a împiedicat daune permanente.
Familia ei s-a adunat în rugăciune, în speranța unui miracol. Ea a fost înfășurată într-o pătură electrică. 2 ore mai târziu, Jean a intrat în convulsii violente și și-a recăpătat cunoștința. Ea era foarte bine, mental și fizic, deși un pic confuză. Chiar și degerăturile au dispărut încet de la picioare, spre uimirea doctorilor. După 49 de zile, ea a plecat din spital, fără a pierde nici măcar un deget și fără nici o deteriorare permanentă a creierului sau a corpului.